# Slotblech
Als Slotblech (auch Slotblende) bezeichnet man ein längliches Stück Blech oder seltener Kunststoff, das bei Computergehäusen als Abdeckung der Gehäuselücke an den Steckplätzen der Erweiterungskarten dient.

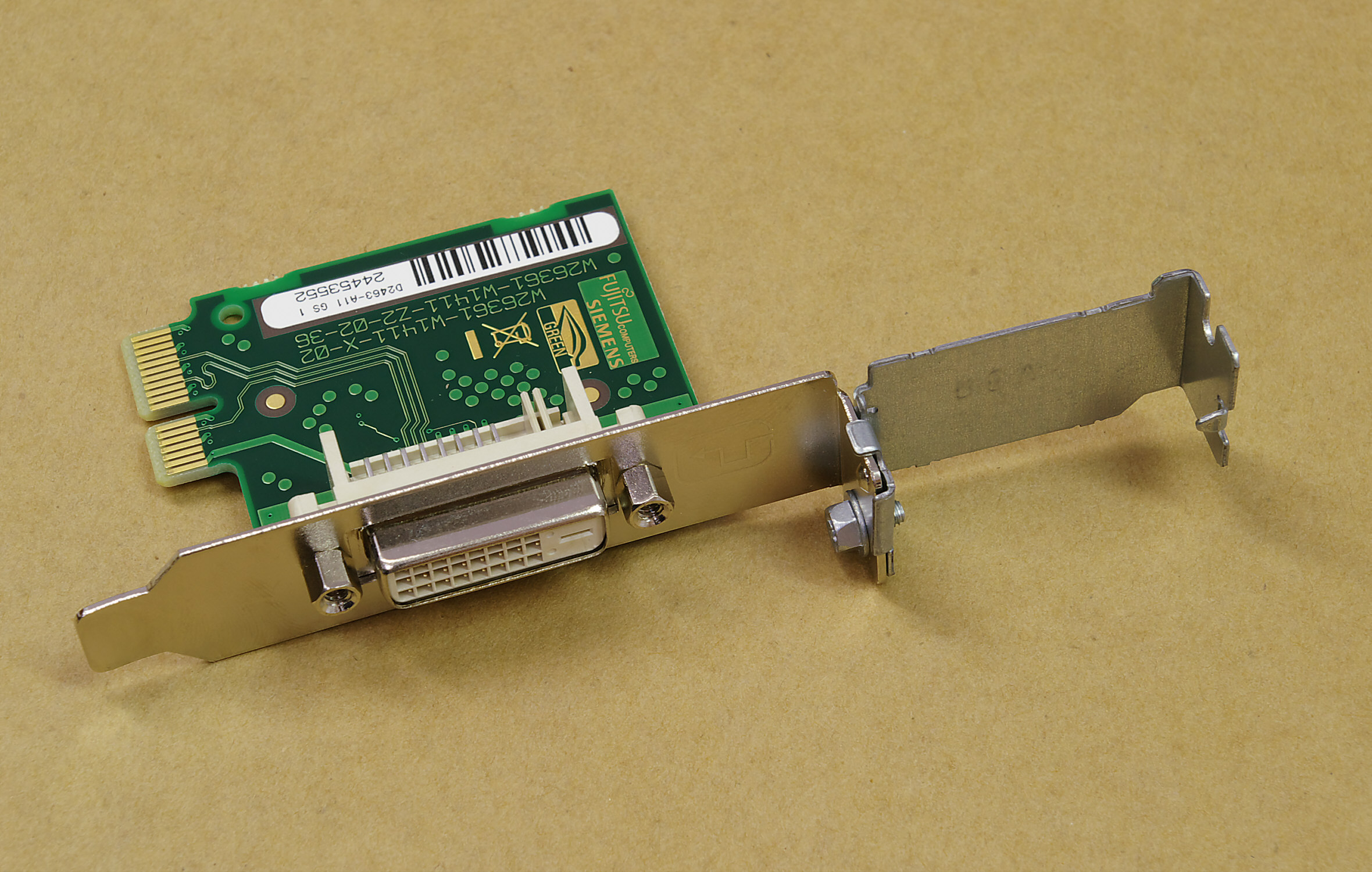
Steckkarte mit teilbarem Slotblech, das auch in Low-Profile-Gehäusen einsetzbar ist

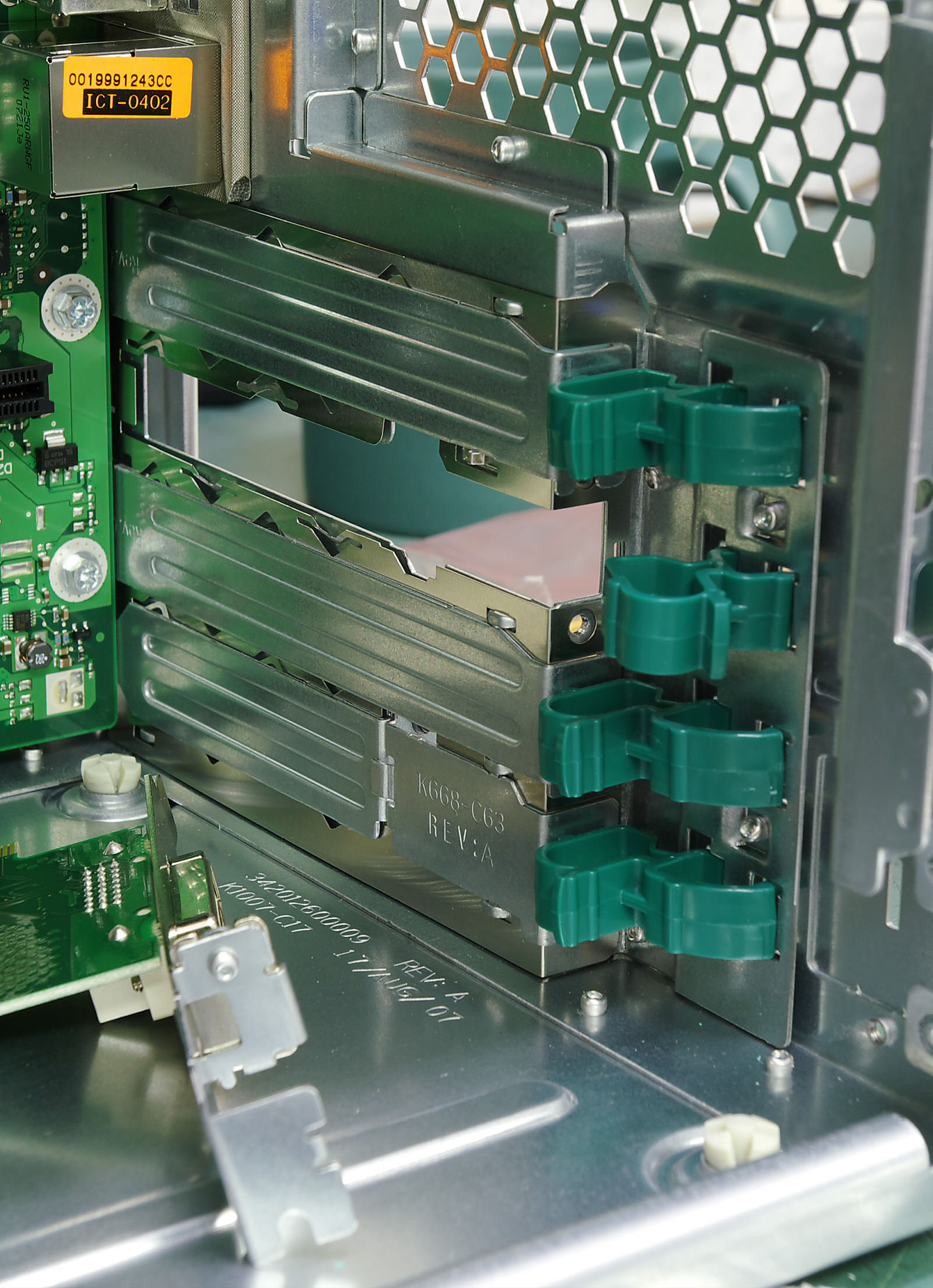
Clipmontage für Slotbleche

Das Slotblech war eine wichtige Innovation des ursprünglichen IBM PC gegenüber dem Apple II, von dem das Slotkonzept ansonsten weitgehend abgeschaut war; beim Apple mussten externe Schnittstellen noch mittels eines Kabels mit den internen Erweiterungskarten verbunden werden, das dann durch Öffnungen an der Gehäuserückseite nach außen gezogen wurde.
Eine typische Erweiterungskarte hat einerseits eine interne Hardwareschnittstelle wie ISA, PCI oder AGP, durch die sie mit dem Motherboard verbunden ist, auf der anderen Seite Schnittstellen, mit denen sie Außenanschlüsse wie VGA, USB, FireWire oder ähnlichem bietet. Diese Schnittstellen befinden sich auf dem Slotblech, das meistens auf der Rückseite formschlüssig mit dem Gehäuse befestigt wird. Früher geschah die Befestigung fast ausschließlich durch Schrauben; in neueren Gehäusen kommen vermehrt auch Rändelschrauben oder Klemmvorrichtungen vor, die einen schnelleren und werkzeuglosen Austausch der Karten ermöglichen.
Befindet sich in einem Steckkartenplatz keine Erweiterungskarte, wird ein einfaches Slotblech ohne Anschlüsse in der Gehäuselücke angebracht, damit die optimale Luftzirkulation innerhalb des Computers bestehen bleibt sowie eine ausreichende Abschirmung gewährleistet ist.
Des Weiteren gibt es auch Slotbleche nur mit Anschlüssen, die per Kabel mit dem Mainboard oder einer Steckkarte verbunden sind. Diese Methode wird oft genutzt, um den PC mit mehr Anschlüssen auszustatten, als am ATX-Panel Platz haben.